# 哈滕霍尔姆
哈滕霍尔姆是德国石勒苏益格－荷尔斯泰因州的一个市镇。总面积15.37平方公里，总人口1780人，其中男性912人，女性868人（2011年12月31日），人口密度116人/平方公里。